# Illuviazione
In pedologia, si definisce illuviazione un processo che avviene in seguito al percolamento di acqua di precipitazione atmosferica che, nel suo movimento verso il basso, trascina con sé dagli orizzonti superiori di un suolo particelle, minerali, elementi chimici. Si manifestano, come conseguenza di questo processo, degli arricchimenti localizzati in un determinato orizzonte, detto orizzonte di illuviazione o illuviale.
Un orizzonte illuviale si accompagna quindi in genere ad uno eluviale, dal quale alcuni componenti sono stati traslocati; questo non avviene, però, se l'orizzonte di eluviazione è stato asportato (erosione, sbancamenti).